# باهزيل (شبام)
'

تعديل مصدري - تعديل

باهزيل هي إحدى قرى عزلة شبام بمديرية شبام التابعة لمحافظة حضرموت، بلغ تعداد سكانها 437 نسمة حسب تعداد اليمن لعام 2004.